# Ladignac-sur-Rondelles
Ladignac-sur-Rondelles é uma comuna francesa na região administrativa da Nova Aquitânia, no departamento de Corrèze. Estende-se por uma área de 10,18 km². Em 2010 a comuna tinha 418 habitantes (densidade: 41,1 hab./km²).